# Hinterzartener Arbeitstagungen

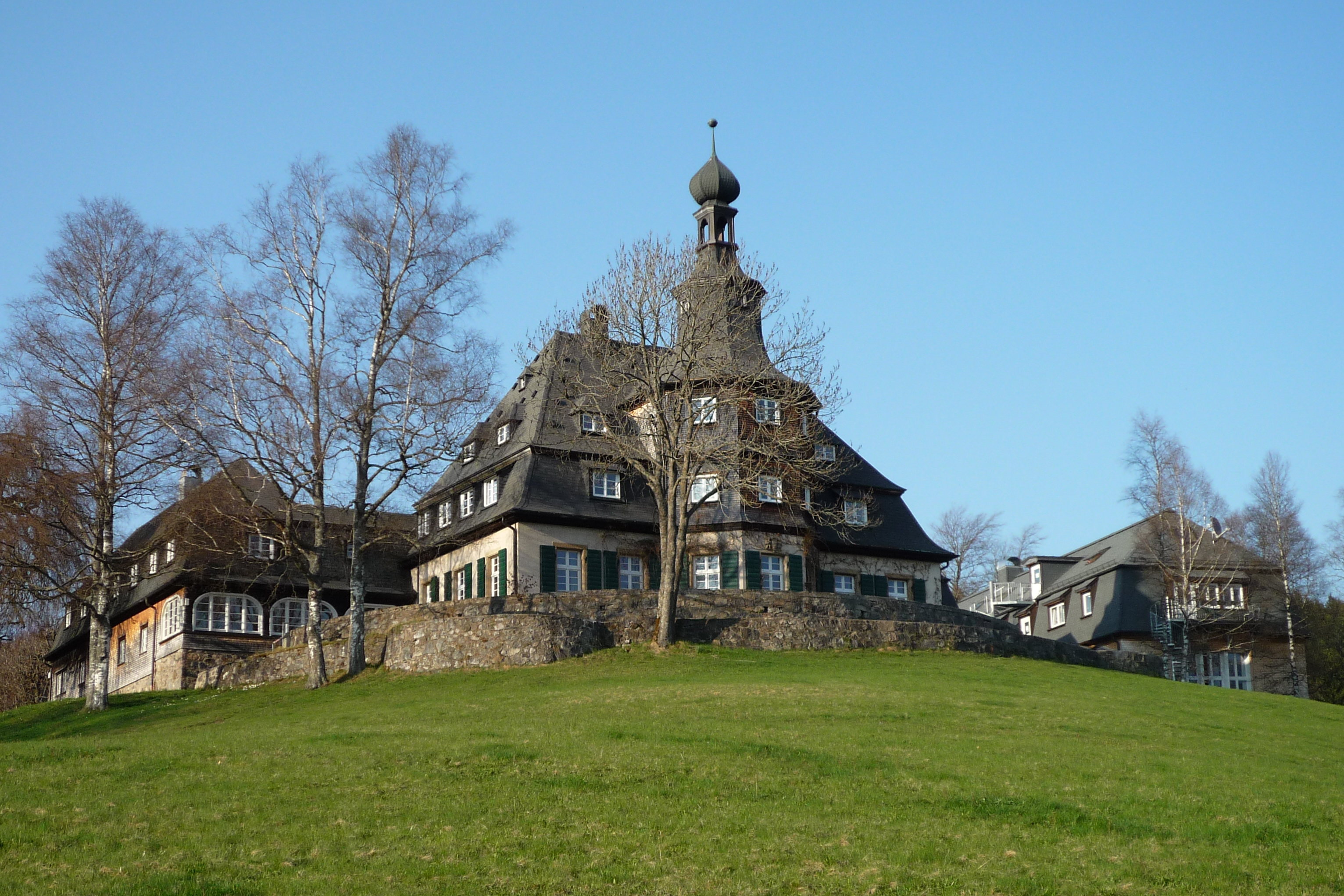
Tagungsort war das Internat Birklehof unter seinem damaligen Leiter Georg Picht

Die Hinterzartener Arbeitstagungen waren eine zweiteilige Konferenz zu Fragen der Hochschulreform, die im August 1952 in Hinterzarten stattfand. Veranstaltet wurde sie vom Deutschen Hochschulverband (DHV) und der Westdeutschen Rektorenkonferenz (WRK) mit finanzieller Unterstützung der Alliierten Hohen Kommission, des Bundesinnenministeriums sowie mehrerer Kultusministerien. Sie gilt als erste Hochschulreformkonferenz, die nach Gründung der Bundesrepublik unter deutscher Regie stattfand, und gab wichtige Anstöße für die weitere Reformdiskussion der 1950er und 1960er Jahre, insbesondere zur Reform der Lehrkörperstruktur sowie zur Studienförderung (Honnefer Modell).

## Vorgeschichte
Seit dem Ende des Zweiten Weltkriegs hatte es, zum Teil auf deutsche Initiative, zum Teil auf Veranlassung der alliierten Besatzungsmächte, zahlreiche Initiativen zur Reform der überkommenen Hochschulstrukturen gegeben. Hervorzuheben sind hier u. a. die Marburger Hochschulgespräche (1946–48), die für die Hochschulen der amerikanischen Besatzungszone verabschiedeten Schwalbacher Richtlinien (1947) sowie das in der britischen Zone erarbeitete Gutachten zur Hochschulreform (1948, auch als Blaues Gutachten bekannt).
Die Hinterzartener Konferenz war das Ergebnis verschiedener, unabhängig voneinander wirksamer Bestrebungen: Zum einen hatten WRK und DHV Ende 1951 eine gemeinsame Kommission für Hochschulreformfragen unter Leitung des Freiburger Historikers Gerd Tellenbach eingesetzt. Anfang 1952 schlug Julius J. Oppenheimer, US-Kulturoffizier bei der Alliierten Hohen Kommission, der zuvor bereits mehrere Tagungen zum Studium generale organisiert hatte, den Deutschen anstelle einer internen Kommission die Abhaltung einer größeren, öffentlichkeitswirksamen Konferenz vor und bot dafür die finanzielle Unterstützung der Alliierten an. Anfang Mai 1952 wurden die Grundzüge der Tagung in einer gemeinsamen Besprechung zwischen Vertretern von WRK, DHV und Alliierten vereinbart.

## Verlauf und Empfehlungen
Die Tagung bestand aus zwei aufeinanderfolgenden Teilen: einem viertägigen Plenum (4.–7. August 1952) mit rund 150 Teilnehmern, darunter auch ausländischen Gästen sowie einer anschließenden zehntägigen Beratung (9.–18. August 1952) in fünf Expertenkommissionen mit insgesamt 65 Teilnehmern.
Die behandelten Themen waren unter dem bewusst allgemein gehaltenen Tagungstitel „Probleme der deutschen Hochschulen“ denkbar breit gestreut und befassten sich mit Fragen der Hochschulverfassung und Mitwirkung der Studentenschaft, der Ergänzung und Gliederung der Lehrkörper, Nichtordinarien- und Nachwuchsfragen, dem Verhältnis von Hochschule und Öffentlichkeit, der damals breit diskutierten Notwendigkeit eines Studium Generale als Ergänzung zum Fachstudium und der Reform von Studien- und Prüfungsordnungen. Die Empfehlungen sowohl des Plenums als auch der Kommissionen wurden in der Schriftenreihe des Hochschulverbands veröffentlicht und später mehrfach nachgedruckt.
Besondere Bedeutung und Langzeitwirkung entfalteten jedoch vor allem die Themenbereiche Lehrkörperstruktur und Studentenförderung, die beide auch nach Abschluss der Konferenz in eigens einberufenen Ausschüssen weiterbearbeitet wurden und 1955 in einer weiteren Reformkonferenz in Bad Honnef mündeten: Das dort entwickelte Honnefer Modell der Studienförderung bildete den Grundstein für das spätere Bundesausbildungsförderungsgesetz, und die Überlegungen zur Lehrkörperstruktur beeinflussten über den 1953 gebildeten Hofgeismarer Kreis mittelbar auch die spätere Arbeit des 1957 gegründeten Wissenschaftsrates.